# Europäische Gemeinschaften

Die Mitgliedstaaten der Europäischen Gemeinschaften (1973)

Die Bezeichnung Europäische Gemeinschaften (EGen) ist eine Konstruktion der durch gemeinsame Organe ehemals verbundenen Europäischen Gemeinschaft für Kohle und Stahl (EGKS), der Europäischen Wirtschaftsgemeinschaft (EWG, ab 1993 Europäische Gemeinschaft, EG) und der Europäischen Atomgemeinschaft (Euratom, auch EAG). Die gemeinsamen Organe handeln indes unverändert auf der Grundlage des jeweils einschlägigen Gründungsvertrages. In den 1970er- und 1980er-Jahren wurden umgangssprachlich und in den deutschen Medien die beteiligten Staaten kollektiv als Europäische Gemeinschaft (EG) bezeichnet.

## Ausgangslage / Handlungsbedarf
Mit Gründung der EGKS entstanden die Organe Hohe Behörde, Besonderer Ministerrat, Gemeinsame Versammlung und Europäischer Gerichtshof. Diese institutionelle Struktur war bis 1957 völlig unproblematisch. Mit Gründung von EWG und Euratom 1957 entstand sodann eine institutionelle Doppel-/Dreifachstruktur, da beide neuen Gemeinschaften ebenfalls über je vier Organe (Kommission, Rat, Versammlung/Parlament und Gerichtshof) verfügten.

## Abkommen über gemeinsame Organe vom 25. März 1957
Durch das 1957 geschlossene Abkommen über gemeinsame Organe der Europäischen Gemeinschaften teilten sich die neu gegründete EWG und Euratom einzelne Organe mit der seit 1952 existierenden EGKS, so die Parlamentarische Versammlung, die sich am 19. März 1958 als Europäisches Parlament konstituierte, und den Europäischen Gerichtshof.

## Einführung weiterer gemeinsamer Organe 1967–1975
Durch den 1965 geschlossenen und 1967 in Kraft getretenen Fusionsvertrag wurden auch die übrigen Organe der drei Gemeinschaften zusammengelegt, sodass sie nun auch eine gemeinsame Europäische Kommission und einen gemeinsamen Ministerrat, ab 1975 auch einen gemeinsamen Rechnungshof teilten. Der Fusionsvertrag stellte eine „Fusion der Exekutiven“ dar. Die Beamten und Bediensteten wurden in einer einzigen Verwaltung der EG/EGen vereinigt.

## Bezeichnung alsEuropäische Gemeinschaftim Singular und alsCommon Market
Eine Verschmelzung der Gemeinschaften, also eine Fusion der drei Verträge zu einem einheitlichen Vertragswerk mit gleichmäßigen Befugnissen und damit zu einer einzigen „Europäischen Gemeinschaft“, war im Fusionsvertrag vorgesehen, konnte jedoch nicht umgesetzt werden.  Gleichwohl wurden in den 1970ern und 1980ern in der deutschen Umgangssprache und in den deutschen Medien die beteiligten Staaten kollektiv als Europäische Gemeinschaft bezeichnet, wohingegen der Plural nicht üblich war. Im Englischen ist der Begriff Common Market (Gemeinsamer Markt) gebräuchlich, weniger oft die Form European Union bzw. European Community, aber letztere ebenfalls im Singular.

## Keine weitere Fusion der Gemeinschaften
Ab Mitte der 1960er-Jahre kamen die EGen in politisch unruhiges Fahrwasser. Die 6er-Gemeinschaft konnte sich über den Ausbau der Integration nicht verständigen. Dem lag das Ansinnen Frankreichs nach einem Rückbau der EGen zugunsten eines Europa der Vaterländer zugrunde (Fouchetpläne). Schwierigkeiten gab es im Rat anlässlich der Politik des leeren Stuhls Frankreichs; der sechs Monate später nachfolgende Luxemburger Kompromiss versuchte diese zu überwinden. Diese Verständigungsschwierigkeiten konnten letztlich erst nach de Gaulles Rücktritt auf dem Gipfel von Den Haag 1969 ausgeräumt werden.
Der Europäische Rat der Staats- und Regierungschefs trat 1975 als „Superorgan“ der EU, ehemals EG, hinzu. Seit 1993 ist der Rechnungshof ebenfalls gemeinsames Organ.

## Vertragsrevisionen ab 1992

### Weiterentwicklung durch den Vertrag von Maastricht (1992)
Diese Organe bildeten die Grundlage für die 1992 gegründete Europäische Union; die Europäischen Gemeinschaften waren die sogenannte „erste Säule“ im politischen System der EU. Die drei Gemeinschaften blieben formal bestehen. Über das „Dach“ der Europäischen Union und die Hervorhebung der EWG als EG waren sie sodann faktisch eng zusammengewachsen.
Die Funktionsweise der Europäischen Gemeinschaften unterschied sich von derjenigen, die in den Politikbereichen der zweiten und dritten Säule, der Gemeinsamen Außen- und Sicherheitspolitik (GASP) sowie der Zusammenarbeit im Bereich Justiz und Inneres (ZJI), ab Amsterdam „Polizeiliche und Justizielle Zusammenarbeit in Strafsachen“ PJZS, angewandt wurde. Während GASP und ZJI strikt intergouvernemental auf der Basis einer Zusammenarbeit der nationalen Regierungen organisiert waren, spielte in den Gemeinschaften die supranationalen, also überstaatlichen Institutionen wie die Europäische Kommission und das Europäische Parlament eine wichtigere Rolle. Die im Bereich der Europäischen Gemeinschaften angewandten Verfahren werden daher auch als Gemeinschaftsmethode der Europäischen Union bezeichnet.
Umgangssprachlich werden die Gemeinschaften auch im Singular als „Europäische Gemeinschaft“ bezeichnet; diese Bezeichnung war vor allem bis in die 1980er-Jahre üblich. Mit dem Vertrag von Maastricht wurde 1992 allerdings die EWG, eine der drei Gemeinschaften, selbst in Europäische Gemeinschaft (EG) umbenannt. Zugleich erhielt sie beginnend mit der EEA-Reform zahlreiche neue Zuständigkeiten, während EGKS und Euratom stark an Bedeutung verloren, da all ihre wesentlichen Aufgaben auch durch die EG erfüllt werden konnten.
Im Jahr 2002 lief der EGKS-Vertrag aus, sodass die EGKS aufgelöst wurde; die Grundlage bildet dafür das Protokoll über die finanziellen Folgen des Ablaufs des EGKS-Vertrags und über den Forschungsfonds für Kohle und Stahl, der „Vertrag von Nizza“.

### Aufhebung durch Vertrag von Amsterdam (1997)
Art. 9 des Vertrages von Amsterdam sah mit den Worten „unbeschadet der nachfolgenden Absätze, mit denen die wesentlichen Elemente ihrer Bestimmungen beibehalten werden sollen, werden das Abkommen vom 25. März 1957 über gemeinsame Organe der Europäischen Gemeinschaften und der Vertrag vom 8. April 1965 zur Einsetzung eines gemeinsamen Rates und einer gemeinsamen Kommission der Europäischen Gemeinschaften, jedoch mit Ausnahme des in Absatz 5 genannten Protokolls (Protokoll vom 8. April 1965 über die Vorrechte und Befreiungen der Europäischen Gemeinschaften) aufgehoben“ die formale Löschung dieser beiden Verträge vor. Das war insoweit unschädlich, als die bestehenden Gemeinschaftsverträge bereits die Änderungen des Abkommens von 1957 und des Fusionsvertrages 1965 übernommen hatten.

### Vertrag von Lissabon (2007)
Mit dem 2007 beschlossenen und am 1. Dezember 2009 in Kraft getretenen Vertrag von Lissabon wurde die Europäische Gemeinschaft mit der Europäischen Union verschmolzen. Der EG-Vertrag wurde in Vertrag über die Arbeitsweise der Europäischen Union umbenannt. Von den drei Gemeinschaften blieb damit nur die Euratom übrig, die gem. Art. 106a EAG-V mit der EU institutionell verbunden ist. Die EAG-Vorschriften für „die Organe der Gemeinschaft“, bestehend aus „Das Europäische Parlament, Art. 107 bis 114“, „Der Rat, Art. 115 bis 123“ und „Die Kommission, Art. 122–133“, mit Ausnahme der Art. 134, 135 EAGV und „Der Gerichtshof, Art. 136–143“, mit Ausnahme der Art. 144, 145 und 157 sind aufgehoben. Es bestehen nur noch eigenständige institutionelle Regelungen für den Gerichtshof der Europäischen Union, siehe Protokoll über die Satzung des Gerichtshofs der Europäischen Union (ABl. EU 2010, C 84/76 ff.).
Der Ausdruck „Europäische Gemeinschaften“ trifft auf die gegenwärtige Struktur der EU nicht zu, er ist daher nicht mehr zeitgemäß.

## Zeitleiste
| Unterz. In Kraft Vertrag                    | 1948 Brüsseler Pakt                                               | 1951 1952 Paris                                                   | 1954 1955 Pariser Verträge                      | 1957 1958 Rom                                       | 1965 1967 Fusions- vertrag                          | 1986 1987 Einheitliche Europäische Akte | 1992 1993 Maastricht     | 1992 1993 Maastricht          | 1997 1999 Amsterdam           | 2001 2003 Nizza        | 2001 2003 Nizza | 2007 2009 Lissabon |  |  |  |  |  |  |  |  |  |
|                                             |                                                                   |                                                                   |                                                 |                                                     |                                                     |                                         |                          |                               |                               |                        |                 |                    |  |  |  |  |  |  |  |  |  |
| Europäische Gemeinschaften                  | Europäische Gemeinschaften                                        | Drei Säulen der Europäischen Union                                | Drei Säulen der Europäischen Union              | Drei Säulen der Europäischen Union                  | Drei Säulen der Europäischen Union                  | Drei Säulen der Europäischen Union      |                          |                               |                               |                        |                 |                    |  |  |  |  |  |  |  |  |  |
|                                             | Europäische Atomgemeinschaft (Euratom)                            | Europäische Atomgemeinschaft (Euratom)                            | →                                               |                                                     |                                                     |                                         | ←                        |                               |                               |                        |                 |                    |  |  |  |  |  |  |  |  |  |
|                                             |                                                                   |                                                                   | →                                               | Europäische Gemeinschaft für Kohle und Stahl (EGKS) | Europäische Gemeinschaft für Kohle und Stahl (EGKS) | Vertrag 2002 ausgelaufen                | Vertrag 2002 ausgelaufen |                               | Europäische Union (EU)        | Europäische Union (EU) |                 |                    |  |  |  |  |  |  |  |  |  |
|                                             |                                                                   |                                                                   | →                                               | Europäische Wirtschaftsgemeinschaft (EWG)           | Europäische Wirtschaftsgemeinschaft (EWG)           |                                         | ←                        | Europäische Gemeinschaft (EG) | Europäische Gemeinschaft (EG) | Europäische Union (EU) |                 |                    |  |  |  |  |  |  |  |  |  |
|                                             |                                                                   |                                                                   | →                                               | Justiz und Inneres (JI)                             |                                                     |                                         | ←                        | Europäische Gemeinschaft (EG) | Europäische Gemeinschaft (EG) | Europäische Union (EU) |                 |                    |  |  |  |  |  |  |  |  |  |
|                                             | Polizeiliche und justizielle Zusammenarbeit in Strafsachen (PJZS) | Polizeiliche und justizielle Zusammenarbeit in Strafsachen (PJZS) | →                                               | Justiz und Inneres (JI)                             | ←                                                   |                                         |                          |                               |                               | Europäische Union (EU) |                 |                    |  |  |  |  |  |  |  |  |  |
| Europäische Politische Zusammenarbeit (EPZ) | →                                                                 | Gemeinsame Außen- und Sicherheitspolitik (GASP)                   | Gemeinsame Außen- und Sicherheitspolitik (GASP) | Gemeinsame Außen- und Sicherheitspolitik (GASP)     | ←                                                   |                                         |                          |                               |                               | Europäische Union (EU) |                 |                    |  |  |  |  |  |  |  |  |  |
| Westunion (WU)                              | Westunion (WU)                                                    | Westeuropäische Union (WEU)                                       | Westeuropäische Union (WEU)                     | Westeuropäische Union (WEU)                         | Westeuropäische Union (WEU)                         |                                         |                          |                               |                               | Europäische Union (EU) |                 |                    |  |  |  |  |  |  |  |  |  |
| Westunion (WU)                              | Westunion (WU)                                                    | Westeuropäische Union (WEU)                                       | Westeuropäische Union (WEU)                     | Westeuropäische Union (WEU)                         | Westeuropäische Union (WEU)                         | aufgelöst zum 1. Juli 2011              |                          |                               |                               |                        |                 |                    |  |  |  |  |  |  |  |  |  |
|                                             |                                                                   |                                                                   |                                                 |                                                     |                                                     |                                         |                          |                               |                               |                        |                 |                    |  |  |  |  |  |  |  |  |  |